# الاحتجاجات اللبنانية 2015
الاحتجاجات اللبنانية 2015 وتعرف أيضاً باسم مظاهرات طلعت ريحتكم هي حملة احتجاجات شعبية بدأت في 22 أغسطس 2015 وكانت حجتها الرئيسية بدايةً تراكم النفايات في شوارع بيروت وسائر المناطق وعجز السياسيين عن معالجة الأزمة قبل فترة قصيرة من الزمن. هذا وقد نادى المتظاهرون بإقالة الحكومة بسبب الفساد السياسي المستشري عند الساسة والزعماء الذين يمثل كل منهم طائفة معينة من مكونات المجتمع اللبناني المعاصر، والذين كان قسمًا كبيرًا منهم من زعماء وأمراء الحرب الأهلية اللبنانية، معتبرين أن أزمة النفايات الأخيرة كانت القشة التي قصمت ظهر البعير، فتحولت التظاهرات إلى احتجاجات على الأوضاع المتدهورة في لبنان منذ اغتيال رفيق الحريري ونهاية حرب تموز سنة 2006 وأبرزها أزمة الكهرباء والتقنين المستمر والبطالة وغلاء أسعار العقارات وازدياد الدين العام الحكومي وغيره.
بالمقابل، رأى عدد من المحللين أن التظاهرات هذه وإن كانت تعبر عن هواجس وآلام اللبنانيين وبالأخص فئة الشباب، وعلى الرغم من أنها مغلفة بغلافٍ براق يجتذب مختلف أطياف الشعب، إلا أنها في واقع الأمر تصفية حسابات بين التيار الوطني الحر المغطى من حزب الله، والحكومة اللبنانية ممثلة بالرئيس تمام سلام، إذ أن ما يلفت النظر وفق هؤلاء هو توقيت تلك التظاهرات فيما يقترب «الكباش» السياسي بين الحكومة ورئيس التيار الوطني الحر العماد ميشال عون من «التنفيس». هذا إلى جانب تحاشي الثوار إضافة صورة أمين عام حزب الله حسن نصر الله إلى جانب صور سائر الزعماء اللبنانيين الذين يطالبون بمحاسبتهم، رغم أن حزب الله هو أكثر الأحزاب اللبنانية مذهبيةً وتأثيراً في الشأن العام وأوحدها حضوراً عسكرياً وتدخّلاً في صراعات المنطقة منذ سنة 2005.
من جهة أخرى، أشار البعض إلى تأييد المتظاهرين والتضامن معهم في مطالبهم القاضية باستقالة الحكومة واستقالة مجلس النواب، معتبرين تلك الحكومة حكومة غير فاعلة وأن المجلس النيابي لا يقوم بواجباته كما يجب، إذ لم يتمكن طيلة سنة و3 أشهر من انتخاب رئيس جديد للجمهورية بعد انتهاء ولاية الرئيس ميشال سليمان. لكنهم بالمقابل رفضوا استقالة الحكومة والبرلمان فورًا لأن ذلك يعني عدم امكانية انتخاب رئيس للجمهورية، وعدم امكانية تشكيل حكومة جديدة وعدم امكانية انتخاب مجلس نواب جديد، وبالتالي القضاء على البلد تمامًا.
وصف أحد المحللين هذه التظاهرات بالمهمة في جميع الأحوال كونها أظهرت إمكانية تجاوز اصطفافَي 8 و14 آذار في الشارع، كما في الشعارات المطلبية عبر ربط السياسة بقضايا الحياة اليومية وليس فقط بالقضايا الاستراتيجية رغم أهميتها. فهي تعبر عن توقٍ لاستعادة السياسة ومُحاسبة المسؤولين في مرحلةٍ من الانحطاط لم يشهد لبنان السياسي مثيلاً لها منذ الحرب الأهلية. لكنه بالمقابل أخذ عليها تجنب إدخال حزب الله ومسؤوليه في طلبات المحاسبة مشيراً إلى أن ذلك من شأنه إضعاف التحرّك وجعله نهباً للاختلافات وعرضةً للاستغلال وللنزعات الطائفية. من جهةٍ أخرى، وصف آخر هذه التظاهرات بأنها «ثورة لن يكتب لها النجاح»، لأن ليس لها أفكار واضحة أو قيادات جذّابة ولا كتابات وافرة، كما هو الحال في الثورات التاريخية مثل الثورة البلشفية والثورة الفرنسية وغيرها، كما أن أي ثورة لا يمكن أن تقوم في ظل انقسام طائفي ومذهبي حاد واضح وصريح بين أفراد المجتمع الواحد. فهذه التظاهرات وفق هذا الرأي هي أكبر من صرخة، ولكن أقل من ثورة. فهذا الحراك لا تتوفر فيه أفكار واضحة تتحدث عن حلٍّ ما. وهذا الحراك ليس له أهداف واضحة أو شعار واحد، وليس له قيادة لتوجهه من أجل الانقلاب على السلطة وإمساك زمام الأمور برحيل النظام في حال نجاح الثورة. ويضيف أن الشعب اللبناني اختار بصراحة الطائفية على المواطنية، وهذه من شأنها أن تقف عائقًا في وجه أية ثورة مهما كانت مطالبها محقّة.
في نهاية هذه الاحتجاجات الشعبية رضخت السلطة لمطالب الشعب اللبناني وطرحت حلول للأزمة مما ساهم في تهدئة الأوضاع وكان آخر احتجاج يذكر حصل في 1 أبريل 2016 عند قطع طريق مطمر الناعمة.

## خلفية
في 18 يوليو 2015 أُقفل مطمر النفايات الأساسي في منطقة الناعمة جنوب بيروت، وانتهاء عقد الحكومة مع شركة سوكلين المكلفة بجمع النفايات، وكانت قد طرحت الحكومة خطط لنقل النفايات بشكل مؤقت إلى مكبات في مناطق لبنانية أخرى، غير أن أهالي تلك المناطق رفضوا بشكل قطعيّ.
رئيس الوزراء اللبناني تمام سلام أعلن في الخامس من أغسطس عن تحمل حكومته مسؤولية «أزمة النفايات» كسلطة تنفيذية، ومع إستمرار فشل الحكومة في إيجاد حلول لإنهاء أزمة النفايات ومحاوالتها لطمرها في أماكن أخرى، تجمع مواطنون في 28 يوليو أغلبهم من الشباب أمام السرايا الحكومية بناءً على دعوة حراك «طلعت ريحتكم». وسرعان ما تحول الاعتصام إلى تظاهرة انطلقت نحو أسواق بيروت، لتعود إلى السرايا، من ثم إلى ساحة الشهداء.

## الأحداث

### يوليو

#### 28 يوليو
تجمع المتظاهرون في 28 يوليو خلف سياج شائك يفصل بينهم وبين القوى الأمنية مع تعزيزات من فوج الإطفاء بالدرجة الأولى، وبينهم وبين السرايا بالدرجة الثانية. «إرحل» هو الهتاف الموجه إلى الرئيس تمام سلام، لمطالبته بالاستقالة. أما القوى الأمنية فيسائلها المتظاهرون بسخط عن سبب حمايتها لزعامات «يرسلونهم إلى الموت، بينما يمتنعون هم عن القيام بأبسط أدوارها». هنا يحصل تضارب أول في المواقف: «لا لا يا شباب نحن كلنا مع الجيش اللبناني»، يقول أحد منظمي الحملة عبر مكبر الصوت.

### أغسطس

#### 22 أغسطس
تجمع المتظاهرون في 22 أغسطس أمام مسجد محمد الأمين بعدما تعذر وصولهم إلى ساحة النجمة الموقع الذي كان مقرراً لانطلاق المظاهرة. وشهدت المنطقة اشتباكات بين المتظاهرين والقوى الأمنية بعد قيام القوى الأمنية برش المياه وإطلاق النار على المتظاهرين مما أدى إلى سقوط عدد من الاصابات في صفوف المتظاهرين.

#### 23 أغسطس
حصل اشتباك بين القوى الأمنية والمتظاهرين على الرغم من محاولة منظمي التظاهر والمسؤوليين الأمنيين الحيلولة دون ذلك، إلا أن مجموعة من المتظاهرين اشتبكت مع قوى الأمن الداخلي وتنقلت الاشتباكات بين بعض شوارع وسط بيروت التجاري وأسفرت عن مقتل أحد المتظاهرين برصاصة مجهول، كما وقع عشرات الجرحى بين عناصر قوى الأمن والمتظاهرين. وأفادت قوى الأمن الداخلي عن إصابة 30 من عناصرها، إصابة أحدهم خطرة، كما كشف أمين عام الصليب الأحمر اللبناني أنه تم نقل 43 حالة إصابة إلى المستشفيات. وقد تمت الإشارة إلى أن هناك عدد من الأشخاص الذين اندسوا بين المتظاهرين بغرض تخريب المظاهرات وتحويلها إلى مواجهات بين الأمن والمتظاهرين، ووجهت أصابع الاتهام إلى عناصر من ميليشيا حركة أمل حاولوا إزالة الأسلاك الشائكة لبلوغ السراي الحكومي، في محاولة لتحويل التظاهر إلى حرب سنية شيعية. كما جرت أعمال قطع طرق في مناطق كخلدة والسعديات وسعدنايل تضامناً مع رئيس الحكومة. وأشار شهود عيان إلى أن قسم من المندسين ومفتعلي الشغب انتقلوا إلى ساحة الشهداء حيث حاولوا تحطيم باب مشروع «بيروت غاردن» الذي لا يزال قيد الإنشاء ويطل على السراي الحكومي، رغبةً منهم في اقتاحمه والتسلل إلى السراي من هناك، غير أنهم لم يتمكنوا من ذلك بسبب وجود حفرة عميقة وأسوار كنائس قديمة في الجهة المقابلة تعيق تقدمهم، كما أن القوى الأمنية كانت لهم بالمرصاد.

#### 24 أغسطس
ردًا على الاتهامات التي وُجهت في اليوم السابق لِحركة أمل والتي تنص على قيام عناصر من الحركة بمُحاولة إثارة الفتنة وافتعال الشغب، نفى المكتب الإعلامي المركزي للحركة سالفة الذكر كُل ما نُسب إليها قائلًا بأنها أخبار عارية من الصحة، وأصدر بيانًا جاء فيه ما مفاده أنَّ وسائل الإعلام التي نشرت تلك الأخبار إنما هي وسائل «فقدت الموضوعية وأبسط شروط المهنية»، وأنها موجهة من قبل «غرف سوداء»، وأن الحركة تحتفظ بحقها في الملاحقة القانونية أمام الجهات المختصة. أما على الأرض فقد ساد الهدوء التام ساحة رياض الصلح وجرى العمل على إزالة الركام جراء تحطم لوحات إعلانية وإشارات مرور وبعض العوائق الحديدية، كما جرى تنظيف المكان بالمياه، بينما بقيت الأسلاك الشائكة قائمة في الشارع المؤدي إلى السراي الحكومي وإلى مداخل مجلس النواب، وعادت حركة السير الطبيعية إلى شارع المصارف المجاور للساحة سالفة الذكر. هذا وقد دعا رئيس الحكومة تمام سلام إلى جلسة استثنائية لمجلس الوزراء في اليوم التالي، للبحث في وضع النفايات الكارثي ولاتخاذ القرارات المناسبة بشأن المناقصات العائدة لخدمات النفايات المنزلية الصلبة.

#### 25 أغسطس
أشارت مصادر إلى أن التحقيقات الأولية في الحوادث الأمنية أظهرت بأن جميع الجرحى الذين سقطوا أصيبوا نتيجة اطلاق رصاص مطاطي، وأن الرصاص الحي لم يكن بحوزة جميع العناصر الأمنية وتم حصره بالضباط فقط، وأنه لم يطلق خلال التظاهرات من قبل قوى الأمن الداخلي، مشيرةً إلى احتمال إطلاقه من قبل المندسين والمشاغبين الذين تم توقيف عدد منهم. وأوضحت المصادر أن تقارير الأطباء الشرعيين التي تسلمها مفوض الحكومة المعاون لدى المحكمة العسكرية أكدت إصابة الجرحى برصاصٍ مطاطي، وأن أحدهم أصيب إصابة بالغة في رأسه بعد أن سقطت عليه قنبلة مسيلة للدموع، فنقل إلى مستشفى الجامعة الأمريكية لتلقي العلاج. وتحدثت المصادر عن احتجاز عدد من الأشخاص قيد التحقيق، فيما يجري الاستماع إلى شهادة عناصر وضباط في قوى الأمن الداخلي والتحقيق معهم بشأن الأحداث.
على جانبٍ آخر، عقدت جلسة مجلس الوزراء الاستثنائية التي دعا إليها رئيس الحكومة، حيث تم إلغاء نتائج المناقصة التي تقدمت بها بضعة شركات لعلاج أزمة النفايات، بعد أن كانت قد ظهرت نتائجها والأسعار المقدمة عصر يوم الإثنين الماضي، حيث دعا وزير البيئة محمد المشنوق إلى عدم قبولها وإدخال تعديلات على دفتر الشروط لتكون الشركات المتقدمة أكبر عدداً والأسعار المقدمة أفضل. كما أشار وزير الزراعة أكرم شهيب إلى أن «المناقصات تضمنت كلفة عالية، ضعف الكلفة التي تدفعها الدولة حالياً» وأضاف أن المشكلة تكمن في أن الشركات التي تقدمت بالمناقصات تحتاج إلى مدة زمنية تتراوح بين 8 أشهر وسنة لتركز عملها وتزيل النفايات من كافة المناطق، نظراً للكميات الموجودة في الشوارع، وأنه كان يجب البدء بحل المشكلة منذ سنة أو سنتين، لكن المماحكة السياسية والخلافات والتعطيل أوصلت المسؤولين إلى عدم الاتفاق، وحتى عند اتفاق فلا بد من إيجاد مطمر يستوعب كل تلك الكمية. واتخذت الحكومة قراراً لرفع النفايات عبر إيجاد مطمر في عكار متخطية كل المزايدات مع إقرار مشروع إنمائي لعكار بمئة مليون دولار أمريكي. وقد انسحب وزراء حزب الله والتيار الوطني الحر وحزب الطاشناق من الجلسة بحجة أن توقيع ونشر المراسيم الحكومية لا يتم ولا ينجز بغياب رئيس الجمهورية الذي عليه أن يتولى هذه المهمة، أو بتوقيع جميع الوزراء في الحكومة التي تتولى مهام الرئيس بحال غيابه، وطالبوا رئيس الحكومة أن يعتبر تلك المراسيم لاغية فلا يعمد إلى نشرها إلا بتوقيع جميع الوزراء. أما على الأرض، فقد جرى اعتصام لحملة «بدنا نحاسب» جمعت شيوعيين ويساريين، وقد اندس بينهم عدد من المشاغبين الذين افتعلوا المشاكل في الأيام السابقة رافعين ومرددين شعارات مذهبية وسياسية، وقد عمدوا إلى تكسير واجهات عدد من المحال التجارية وأمطروا القوى الأمنية بوابل من الحجارة وقوارير المياه والمفرقعات، بالإضافة إلى قنابل «مولوتوف»، وقام بعضهم بإشعال الشريط الشائك الفاصل بين المتظاهرين والسراي ببعض الأقمشة والحواجز البلاستيكية الموجودة في المكان، كما قام أحد المتظاهرين بتخريب تمثال رياض الصلح عبر تسلقه التمثال والكتابة عليه ورشّه بالألوان. مما أدى إلى أعمال كرّ وفرّ في اتجاه ساحة الشهداء، قبل أن ينسحب هؤلاء قبيل منتصف الليل إلى منطقة الخندق الغميق المجاورة لوسط بيروت التجاري، التي تشتهر بكون ساكنيها يشكلون قسماً كبيراً من عناصر وأعضاء حركة أمل.
إلى جانب التظاهرات في بيروت، نُفّذت تحركات أمام السرايات الحكومية في كل من النبطية وبعلبك والهرمل، وفي ساحة دير الأحمر، وراشيا والبقاع الغربي وعكار. ففي بعلبك نفّذت مجموعة من أبناء المنطقة اعتصاماً خجولاً أمام السراي، رفعت خلاله لافتات كتب عليها «بدنا نحاسب»، وأُلقيت كلمة طالب فيها المعتصمون بمحاسبة من أعطى الأوامر باطلاق النار على المعتصمين واستعمال العنف بحقهم، واطلاق سراح جميع المعتقلين، وإحالة الملفات المتعلقة بالفساد والرشاوى إلى النيابة العامة المالية. وفي راشيا، تجمّع بضعة أشخاص عند مثلث ضهر الأحمر- راشيا، غالبيتهم من سائقي سيارات الأجرة العمومية الذين يركنون يومياً عند المثلث، واقتصر الأمر على توزيع بيان بالمطالب.

#### 26 أغسطس
كشفَت معلومات أمنية أنّ قوى الأمن الداخلي تمكنت من إجراء فرز بين مثيري الشغب وبين المعتصمين، وتمّ تحديد هويّات العشرات من الفئة الأولى وجمعت الأجهزة الأمنية المعلومات حول مقارّ إقامتهم وأعمالهم وضبطت هوياتهم الكاملة تمهيداً لملاحقتهم. وأشارت جريدة الجمهورية أنّ من بين مثيري الشغب شبّان من منطقة الخندق الغميق وحيّ الِلجا والباشورة ومن البقاع. ومن بينهم أيضاً سوريين وفلسطينيين وسودانيين، وأنه سيُصار إلى فصل ملفّاتهم عن ملفّ ما باتَ يسمّى بـ«ملف طلعت ريحتكم»، بغية ملاحقتهم بتُهمٍ مختلفة أبرزُها إثارة الشغب والتعامل مع قوى الأمن بالشدّة. كما تبين أن معظمهم مؤيد لحزب الله أو عضو في سرايا المقاومة. كذلك، أُشير إلى أنَّ مخابرات الجيش أوقفت أشخاصاً شارَكوا في الشغب، من بينهم شخص فلسطيني. واقتصر التحرك الشعبي في ساحة رياض الصلح في هذا اليوم على تجمع لحملة «بدنا نحاسب» انطلقت بعدها في تظاهرة إلى مستشفى الجامعة الأمريكية تضامنًا مع الجريح الذي أصيب خلال تظاهرة السبت الماضي. كما أشار وزير البيئة محمد المشنوق إلى أنه سيقوم بتوجيه كتاب يحضّر للقاء مع الفاعليات العكارية في أقرب وقت بخصوص مسألة إيجاد مطمر صحي للنفايات في عكار، وتوقع انتهاء أزمة تراكم النفايات مجددًا في بيروت وعدد من المناطق بسبب إضراب عمال شركة «سوكلين» المعنية بإزالة النفايات من بيروت الكبرى احتجاجًا على المناقصات التي جرت لاعتماد شركات تنظيفات جديدة، بعد أن تلقى العمال تطمينات من إدارة الشركة أن مستقبل عملهم مضمون. كما أشار عضو كتلة المستقبل النائب خالد زهرمان أن عكار مستعدة لتحمل جزء من نفايات بيروت، كونها العاصمة، ولكن شرط ان يكون ذلك بالتوازي مع باقي المناطق اللبنانية لا أن تتحمل وحدها كامل الأزمة، وأن أي كيس نفايات لن يدخل إلى عكار طالما أن أبناءها غير راضين.
وأشار رئيس المجلس النيابي نبيه بري أنه يقوم بمبادرة لمعالجة مسألة المراسيم السبعين التي لم يوقع عليها وزراء التيار الوطني الحر وحزب الله، وأنه اتصل برئيس الحكومة تمام سلام لهذه الغاية. وذلك بعد أن أشارت جريدة النهار إلى أن رسائل ضاغطة أبلغت إلى الأفرقاء المعنيين مباشرة أو مداورة بقضية المراسيم سالفة الذكر تحذّر من أنه في حال عدم تجميد تلك المراسيم التي أحيلت على النشر وعدم إيجاد مخرج لموضوع التعيينات العسكرية، تظاهرات المجتمع المدني لن تبقى دون إسناد سياسي، الأمر الذي فهم منه تهيؤ التيار الوطني الحر وحتى حزب الله للانخراط في التظاهرة التي دعت إليها حملة «طلعت ريحتكم» مساء السبت 29 آب 2015 بما يعنيه ذلك من تحشيد كبير لهذه التظاهرة.

#### 27 أغسطس
أعلنت مصادر من تحالف قوى 8 آذار لجريدة النهار أن قرار مقاطعة الجلسة الذي اتخذ في اجتماع عقد ليل يوم الأربعاء 26 آب 2015 بين ممثلي التيار الوطني الحر وحزب الله كان بناء على الحاح من التيار، وأن الحزب لم يكن متحمساً له بل فوجئ به ولكنه قرر دعم حليفه فيه. وقالت هذه المصادر أنها تدرك أن ثمة مخاوف لدى بعض الجهات الداخلية من ان تكون لدى حزب الله أجندة انقلابية، لكنها تستبعد ذلك على رغم التأزيم التصاعدي. وقد جرى اتصال بين رئيس المجلس النيابي نبيه بري ورئيس الوزراء تمام سلام حتى تمنى الأول أن يتريث سلام في الدعوة إلى عقد جلسات لمجلس الوزراء إفساحاً في المجال للمشاورات الجارية لتأمين حضور كل الأطراف، لا سيما بعد توافر معلومات تتحدثت عن اتجاه التيار والحزب إلى المشاركة الكثيفة في تظاهرة المجتمع المدني مساء السبت 29 آب. أما ميدانياً فلم ينجح منظمو حملة «بدنا نحاسب» في الحشد في ساحة رياض الصلح، إذ كان الحضور خجولاً، وغابت وجوه غالبية المنظمين. لكن لوحظ تواجد المشاغبين والملثمين الذين عملوا على استفزاز القوى الأمنية بعبارات نابية ورمي القناني البلاستيكية عليهم وكذلك توجيه الشتائم إلى الحكومة ورئيسها والوزراء والنواب على حد سواء. وقام بعض الشباب بتوزيع منشورات تضمنت مطالب الشعب من إزالة النفايات إلى تأمين فرص العمل وإصلاح وضع الكهرباء والمياه، وحق التظاهر السلمي واسترداد الأملاك العامة والبحرية وتطبيق الدستور، مرفقة بمواد من الدستور تتعلق بالحقوق والواجبات. أما حملة «طلعت ريحتكم» فقد غابت كلياً عن الساحة، ودعت عبر صفحتها على موقع الفيسبوك جميع اللبنانيين إلى المشاركة في التظاهرة نهار السبت 29 آب 2015 في ساحة الشهداء، وتوجهت إلى «كل الأحزاب السياسية اللبنانية التي دعت في السر والعلن إلى تظاهرة السبت في محاولة وقحة لسرقة صوت الناس والإيحاء بأن تظاهرتنا تتخذ طرفاً» بالقول: «نطمئنهم أن مشاركتهم غير مرحب بها طالما أنهم جزء من السلطة».
من جهة أخرى، ختم مفوض الحكومة المعاون لدى المحكمة العسكرية التحقيقات التي أجراها في حوادث الشغب التي ترافقت مع الاعتصامات التي شهدتها ساحة رياض الصلح وأحال محاضر التحقيق مع الموقوفين على مفوض الحكومة لدى المحكمة العسكرية للادعاء على المتورطين في تلك الحوادث، الذين وصل عددهم الأخير إلى سبعة فقط، بعدما أثبتت التحقيقات الأولية معهم تورطهم في حوادث الشغب والأفعال الجرمية التي قاموا بها من اعتداءات وسرقة للمحال التجارية والتخريب في الممتلكات العامة والخاصة.

#### 29 أغسطس

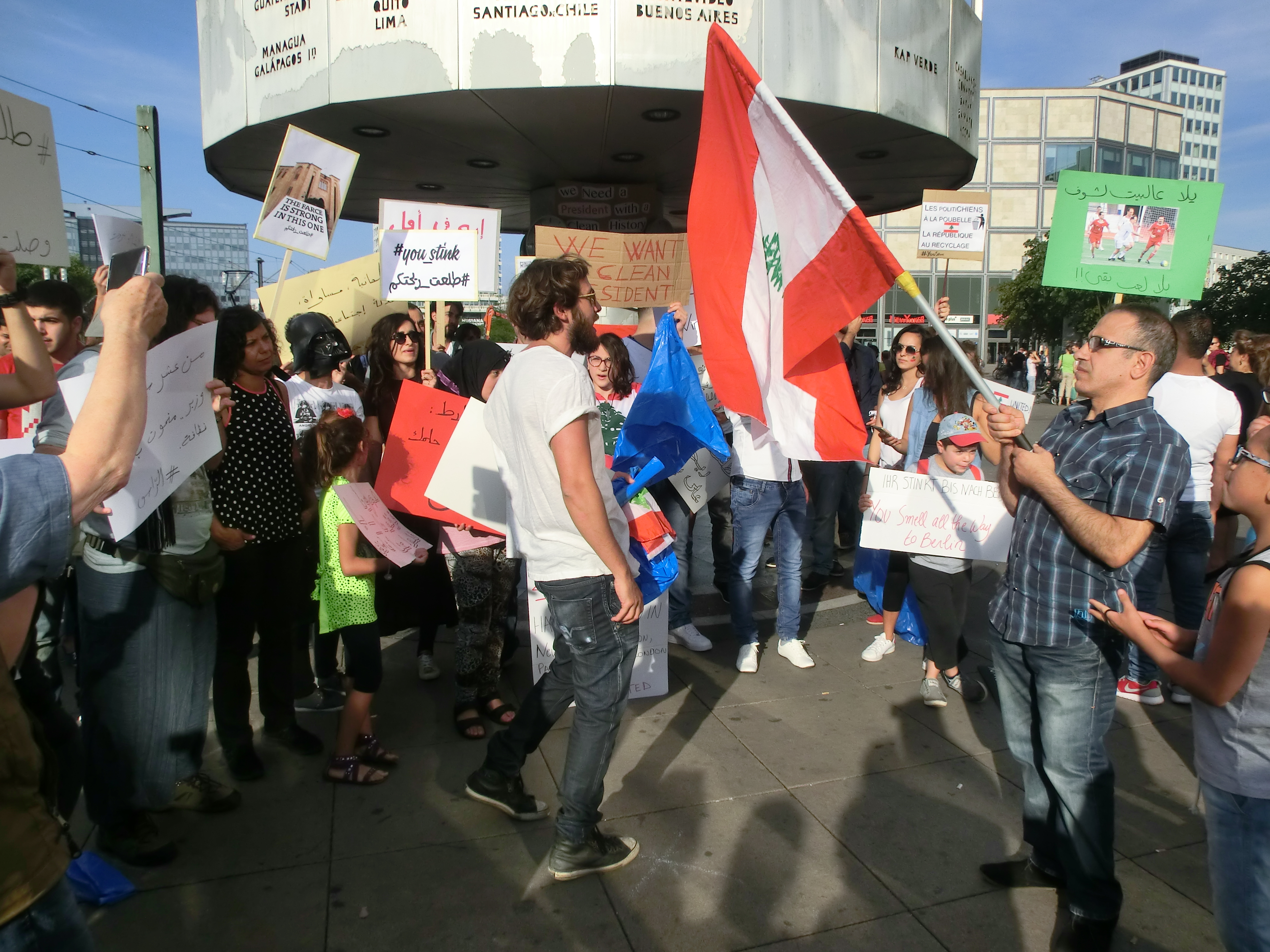
أنصار الاحتجاجات في برلين، 29 أغسطس 2015

توافد آلاف اللبنانيين تلبية لدعوة حملة «طلعت ريحتكم» للمشاركة في التظاهرة الحاشدة للمطالبة بالإصلاح، فتجمعوا أولاً قرب محيط وزارة الداخلية ثم انطلقوا باتجاه ساحة الشهداء في وسط بيروت. وألقت ناشطة من الحملة كلمة باسم الجمع، عددت فيها مطالب المتظاهرين، مؤكدة أن هدف الحملة تحقيق قيام دولة مدنية، وقالت بأن التظاهرات ستستمر إلى أن يستقيل وزير البيئة محمد المشنوق، وكذلك إلى أن يتم تحديد هوية مطلقي النار على المتظاهرين، وأيضاً محاسبة وزير الداخلية نهاد المشنوق، وإيجاد حل بيئي وصحي للنفايات، وحصول انتخابات نيابية شرعية. وأشير إلى أن أعداداً كبيرة من المتظاهرين احتشدوا أمام السراي الحكومي في ساحة رياض الصلح، فيما أطلق آخرون المفرقعات وأحرقوا النفايات قرب الشريط الشائك هناك. كما حاول بعض الملثمين إزالة المتاريس الموجودة قرب الشريط الشائك في ساحة رياض الصلح، ورشقوا القوى الأمنية بالحجارة وعبوات المياه، وقد تمكن عناصر شرطة مكافحة الشغب من إخلاء الساحة سالفة الذكر وتوقيف عدد من المهاجمين. ولوحظ أن الحراك في هذا اليوم اتخذ طابعاً تنظيمياً، إذ بدأ يحدد مطالبه بوضوح، كما أعطى الحكومة مهلة 72 ساعة لتلبية عدد من المطالب قبل القيام بحركة تصعيدية تبدأ من مساء يوم الثلاثاء 1 أيلول 2015.
وكان معظم المشاركين قد أصروا خلال التظاهر على ترديد شعار «كلن يعني كلن» أي «كلهم» أي كل الزعماء السياسيين، للتأكيد على عدم استثناء أي زعيم سياسي وقائد حزب أو تيار من الانتقاد. هذا علمًا بأن جريدة الشرق الأوسط أشارت أن مؤيدون لحزب الله أجبروا المؤسسة اللبنانية للإرسال (قناة المؤسسة اللبنانية للإرسال)، التي كانت تبث حلقة استثنائية من ساحة الشهداء عشية التظاهرة، على إزالة صورة الأمين العام للحزب حسن نصر الله من الخلفية التي تتضمن مجموعة صور للزعماء اللبنانيين الذين يتهمهم الناشطون بالفساد ويطالبونهم بالرحيل، بذريعة أن نصر الله «ليس من ضمنهم». كما نشطت حملة إلكترونية أطلقها ناشطون في حزب الله، تدين ضم نصر الله إلى الزعماء السياسيين الآخرين في البلاد، بوصفه «لا يسكن القصور» وأنه «قدّم ابنه شهيدًا ضد إسرائيل»، و«لا يقيم أولاده في أوروبا»، معتبرين أن ضمّه إلى الآخرين «يمثل إهانة له كونه رمزًا سياسيًا ودينيًا، وإهانة لكرامة اللبنانيين» وشددوا على أن حزب الله سجّل انتصارات على إسرائيل وحمى اللبنانيين من «الخطر الداعشي». غير أن هذه الحملة، لم تردع ناشطين مدنيين في الحراك المدني عن إدانة نصر الله، بوصفه «شريكًا في الجسم السياسي اللبناني ويرشح النواب والوزراء». وقد شن المتظاهرون هجومًا على جمهور حزب الله قائلين أن الحزب «دجّن مناصريه الذين يعانون من أزمة النفايات أيضًا، ويعانون انقطاع الكهرباء والماء».
شبَّه أحد المحللين هذه التظاهرة ببدايات ربيع الثورات العربيّة، معتبراً أن عنصراً أهمّ كان حاضراً استلهمه التحرّك الشبابيّ اللبنانيّ من الثورات العربيّة، لا سيّما الثورة السورية، وهو التجرّؤ على القيادات المسمّاة بالإسم والمصوّرة بالصورة، بحيث أنّ استثناء إحدى الصور استلزم التهديدات المباشرة من أنصار صاحب الصورة، أي أمين عام حزب الله. واعتبر أن ذلك ما كان ليحصل لو لم ير اللبنانيون مصير معمر القذافي وسجن حسني مبارك وتحطيم تماثيل حافظ الأسد. واعتبر أن على التحرك الشبابي أن يخاطب مسألة التصدّع المجتمعيّ اللبناني كي لا تتحول الثورة إلى مأساة كما في سوريا، لأن نظام المحاصصة الطائفية فعل بلبنان ما فعله نظام الأسد في سوريا، فقد أضعف النسيج الوطني وأقام نوعاً من المماهاة بين جماعة أهليّة – طائفيّة وبين السلطة، بحيث غدا التغيير السياسيّ تهديداً مجتمعيّاً. وقال محلل آخر أن «ملكية» ساحتي رياض الصلح والبرج تغيرت سياسياً لبضع ساعات خلال هذه التظاهرة، فلم تعد لتحالف 8 أو 14 آذار لأول مرة منذ سنوات، وأن دور وسط بيروت للمرة الأولى منذ نهاية الحرب الأهلية كمكان ثقافي جامع للمدينة، «لا يخطّط مذهبيون لإحراقه ولا مذهبيون بالمقابل للهيمنة الوحيدة عليه».

#### 30 أغسطس
أعلن رئيس مجلس النواب نبيه بري أنه سيدعو في العشر الأول من شهر أيلول إلى حوار يقتصر على رئيس الحكومة تمّام سلام وقادة الكتل النيابية، وأن هذا الحوار سيتناول البحث في مسألة رئاسة الجمهورية وفي عمل مجلس النواب والوزراء وماهية القوانين النيابية وقضايا استعادة الجنسية واللامركزية الإدارية. وأوردت جريدة النهار معلومات نقلاً عن مصادر وزارية مفادها أن رئيس الوزراء تمام سلام ليس وارداً عنده تجميد عمل الحكومة، وإنه لو كان هناك من تجميد لعملها فسيكون له موقف. من جهة أخرى أعلن عن التقديرات الأولية للخسائر المادية في وسط بيروت جراء التظاهرات، فتبين أن عدد عدّادات المواقف المتضرّرة وصل إلى 11 عداداً، تبلغ كلفة كل منها حوالي 10 آلاف دولار، مما يرفع مجموع الخسائر إلى ما يقارب 110 آلاف دولار. كما تم تكسير 13 إشارة سير وتضررت توابعها من كابلات والأضواء المخصصة للمشاة والكاميرات الصغيرة الموجودة على رأس كل واحدة منها لضبط المخالفات المرورية والمسؤولة عن تعديل مدّة كلّ إشارة استناداً إلى حركة المرور ووفق عدد السيارات العابرة، وتبلغ كلفة كل كاميرا من هذه نحو 26 ألف دولار. وأشارت دائرة السير في بلدية بيروت أن الإشارات المتضررة وغيرها من الأدوات لم تستبدل خوفاً من احتمال تجدّد أعمال الشغب، على الرغم من أن الإشارات والعدادات الجديدة باتت جاهزة للتركيب.

### سبتمبر

#### 1 سبتمبر
بعد انقضاء مهلة الاثنين وسبعين ساعة التي أعطاها المتظاهرون للحكومة دون أية تغييرات واضحة، أقدم عشرات المحتجين من ناشطي حملة «طلعت ريحتكم» على مبنى وزارة البيئة في وسط بيروت واعتصموا داخل المقر مطالبين باستقالة الوزير محمد المشنوق. فما كان من الوزير سالف الذكر إلا أن أعطى المحتجين 30 دقيقة لإخلاء المبنى، دون أن يتم اتخاذ أي إجراء بعد انقضاء هذه المهلة، وبقي الأمر إلى ما هو عليه حتى ساعات المساء. ولم تتمكن القوى الأمنية من إخراج المحتجين من مبنى الوزارة إلا حوالي الساعة العاشرة ليلاً، بعد عدة محاولات منها ما كان باللين ومنها ما كان بالشدة، وقد اتهم المتظاهرون قوى الأمن باستخدام العنف ضدهم وبالتعرض بالضرب لبعضهم. وصفت هذه الحركة بأنها «تكتيك مباغت» استطاعت الحملة من خلاله أن «تثبت قدرتها على اجتراح خطوات سلمية مبتكرة لإيصال صوتها وفرض أجندتها على شريط الأحداث». وقد أثارت هذه الحركة ردود أفعال بعض الساسة مثل رئيس الحزب التقدمي الاشتراكي وليد جنبلاط الذي اعتبرها «احتلالاً» للوزارة وقال بأن هذا لا يشكل «الحل لمعالجة قضية النفايات والمطالب الأخرى»، كما شكك رئيس التيار الوطني الحر ميشال عون ببراءة المتظاهرين مشيراً إلى أن هناك طرفاً يحركهم ويمولهم في سبيل دفع لبنان نحو «الفوضى الخلاقة التي تقود إلى الخراب والدمار». بالمقابل، أشار الناشط في حملة طلعت ريحتكم لوسيان بورجيلي أن الحملة جمعت التمويل اللازم لحركتها من خلال تبرعات الجمهور على موقع «INDIEGOGO» الذي يورد كل أسماء المتبرعين مع المبلغ المتبرع به، بالإضافة إلى المبلغ الكامل الذي جمعته الحملة.

#### 3 سبتمبر
قام عدد من الناشطين من حملة «طلعت ريحتكم» بالاعتصام أمام مبنى وزارة البيئة، ووضعوا عدداً من الخيم الصغيرة، معلنين إضرابهم عن الطعام إلى حين استقالة وزير البيئة محمد المشنوق، بحجة أنه لم يقم بواجباته ولم يضع حلاً لأزمة النفايات، ولأن «عليه إفساح الطريق أمام غيره». وكان تجمع «الشعب يريد إصلاح النظام» قد أعلن في مؤتمر صحافي في ساحة رياض الصلح مجموعة من المطالب للنقاش من أجل تكوين خطة عمل لإصلاح الدولة، وفي مقدمتها انتخاب رئيس جمهورية من خارج فريقي الثامن والرابع عشر من آذار، وإقرار اللامركزية الإدارية الموسعة، وتشكيل الهيئة الوطنية لإلغاء الطائفية السياسية، وإقرار البطاقة الصحية وضمان الشيخوخة وسلسلة الرتب والرواتب ومجانية التعليم وخطة وطنية للنقل العام، وغير ذلك. ومن جهة أخرى دعا رئيس التيار الوطني الحر ميشال عون أنصاره إلى مظاهرة كثيفة في وسط بيروت مساء يوم الجمعة 4 أيلول 2015 في سبيل «إزالة الجمهورية الباطلة»، معتبراً أن انتخابات التسعينيات التي أسست أول حكومة فعلية بعد الحرب الأهلية كانت باطلة، وما بني على هذا الباطل بعدها كان باطلًا.

#### 4 سبتمبر
اعتصم الآلاف من مناصري التيار الوطني الحر في ساحة الشهداء تحت شعار «وحدا الانتخابات بتنضف»، أي «وحدها الانتخابات الرئاسية تُنظف البلد من الفساد». وانقلب الاعتصام إلى مهرجان خطابي امتد حوالي ساعتين. ورفعت ضمن التظاهرة رايات حزب الله وتيار المردة وصور للأمين العام لحزب الله حسن نصر الله، إلى جانب يافطات لبعض العشائر البعلبكية من أنصار حزب الله إلى جانب أخرى من بعض المناطق من الضاحية الجنوبية لبيروت كحارة حريك. وأطلق المعتصمون هتافات سياسية ضد مسؤولين، وأخرى داعية إلى انتخاب عون رئيساً للجمهورية. ووصف رئيس التيار الوطني الحر ميشال عون التظاهرة بأنها لقاءً مجيداً وأنه «سيكون بداية إصلاح لوطننا وعودة إلى تاريخه». وأشار الوزير جبران باسيل إلى أن «التيار دعا اليوم مناصريه إلى ساحة الشهداء، وغداً كل اللبنانيين إلى قصر الشعب، اليوم «تحماية»، وغداً سيعود التسونامي، فالمستقبل لنا وليس لغيرنا، نريد كهرباء ومياهاً ونفطاً وغازاً وقانوناً انتخابياً يمثلنا، وأن ننتخب رئيساً للجمهورية، ونرفض انكسار المسلمين والمسيحيين في لبنان، ومثلهم عدم انكسار لبنان».

#### 9 سبتمبر
عقد مجلس الوزراء في هذا اليوم جلسة أقرت فيها خطة معالجة النفايات بناءً على اقتراح الوزير أكرم شهيب، وتقتضي هذه الخطة توزيع المطامر الصحية على المناطق وتأهيل بعضها الآخر، وجرى التوافق على اعتماد مطمرين صحيين في منطقة سرار في عكار ومنطقة المصنع في سلسلة جبال لبنان الشرقية واعتماد معمل معالجة النفايات في صيدا والعمل على تأهيل مكب رأس العين في صور ومعالجة مكب برج حمود. كما تقرر نقل النفايات المتراكمة في بيروت إلى مطمر الناعمة لمدة سبعة أيام فقط يبدأ بعدها التخضير والزراعة وانتاج الكهرباء التي توزع مجاناً على القرى المحيطة. وأشارت جريدة النهار إلى أن بعض الناشطين في الحراك المدني اعتبروا بأن إقرار مجلس الوزراء مشروع النفايات يريح بعض الشيء الاجواء في البلاد «شرط أن يمضي المشروع بعد إقراره قدما في اتجاه التشريع النيابي المتصل بأموال البلديات وإلا فإن الامور في حال المماطلة ستعود إلى الوراء». هذا وقد احتشد المتظاهرون مجدداً في وسط بيروت وسط إجراءات أمنية وصفت بأنها «بالغة التشدد»، رغم أن حجم المتظاهرين تراجع نسبياً قياساً بتظاهرة 29 آب، وقدرت بعض الإحصاءات أن حجم التظاهرة بلغ تقريباً ثلثي تظاهرة 29 آب سالفة الذكر لأسباب مختلفة أبرزها العاصفة الرملية التي تضرب لبنان وسائر بلاد الشام.

#### 14 سبتمبر
أشارت جريدة النهار إلى أن بعض المصادر الوزارية أعلن للصحيفة «أن الأيام الخمسة التي تلت إقرار مجلس الوزراء خطة النفايات، شهدت اتصالات مع القوى والهيئات التي عرقلت تنفيذ الخطة» على أن تنتهي المهلة المعطاة لهذه الاتصالات لمعالجة منع التنفيذ السلمي يوم 14 أيلول، لتبدأ في اليوم التالي مرحلة تنفيذ الخطة بواسطة وزارة الداخلية «التي تمثل الدولة عموماً والحكومة خصوصاً فتتيح رفع النفايات وفق الجدول الذي وضعه مجلس الوزراء».

#### 22 سبتمبر
اجتمع عدد من الساسة وقادة الأحزاب اللُبنانيين في البرلمان بناءً على دعوة رئيس مجلس النواب نبيه بري إلى الحوار الوطني، وتزامناً مع هذا، اعتصم جمهور كبير من الحراك المدني أمام الحواجز المعدنية التي وضعتها القوى الأمنية للحيلولة بين المتظاهرين والبرلمان، وسرعان ما بادروا إلى ممارسة أعمال استفزازية في مواجهة العناصر الأمنيين بلغت ذروتها لدى إقدامهم على نزع هذه الحواجز ومحاولة التقدم باتجاه المنطقة الأمنية المحظورة، فقامت قوات مكافحة الشغب بدفعهم إلى الخلف ثم انهالت عليهم بالضرب فوقعت عدة إصابات خلال العراك في صفوف الطرفين، وألقي القبض على قسم كبير منهم أعيد إطلاق سراحهم لاحقاً خلال النهار. ووصفت هذه المشاجرات بأنها الأعنف منذ بدء الاحتجاجات. إلى جانب ذلك وقع شجار كبير آخر بين عدد من المتظاهرين وشبان مدنيين قال المعتصمون إنهم ينتمون إلى «حركة أمل»، غير أنّ المكتب الإعلامي للحركة سارع إلى نفي صلتها بما جرى. قابل الإعلام المرئي والكثير من الإعلاميين والصحافيين والناشطين تصرف قوى مكافحة الشغب بالاستهجان، فيما أكد مرجع أمني إلى جريدة الجمهورية أنّ ما قامت به قوى الأمن الداخلي لم يخرج عمّا هو قانوني ومسموح به في مثل الحالات التي عاشتها بيروت، ومحاولات قيادة البلاد إلى فوضى مرفوضة. وأشار إلى أن القوى الأمنية لم تتصرف بعنف مع المتظاهرين إلا عندما تعرض العناصر للشتائم والسباب والضرب، ولأن بعض المعتصمين مارسَ أقصى ما يمتلك من قوّة ضد الأمن، فكان لا بد ولا مجال إلا للتصرف بهذه الطريقة. كما أضاف إلى أن الموقوفين فاقوا الأربعين، وقد اتهموا بجرائم مختلفة معظمها موثّق، وقد تمّ ارتكابها بإرادة وتصميم مسبقين.

### أكتوبر

#### 8 أكتوبر
استجابت أعداد كبيرة من الناس إلى دعوة تجمع الحراك المدني بالتظاهر في وسط بيروت، وبالتزامن معها اتخذت قوى الأمن الداخلي عدة إجراءات واحتياطات أمنية، فأغلقت بعض الشوارع المؤدية إلى ساحة النجمة حيث مجلس النواب، وأبرز إجراءاتها كانت رفعها حاجزاً إسمنتياً أمام مبنى جريدة النهار عازلة بذلك الشارع المؤدي إلى أسواق بيروت وساحة النجمة عن ساحة الشهداء. بلغ التجمع أقصاه الساعة الخامسة عصراً حيث رفع المتظاهرون شعارات كثيرة مثل: م«زمن الخداع والترهيب قد ولى»، و«لا للنظام الطائفي العفن نعم للدولة المدنية والعدالة الاجتماعية». وحاول بعض المتظاهرين إزالة الشريط الشائك وتجاوز الحائط الإسمنتي، رُغم طلب قيادة قوى الأمن الداخلي من المتظاهرين في بيان موجه إليهم «المحافظة على سلمية المظاهرة وعدم خرق السياج». وأُلقيت كلمة موحدة بالنيابة عن جميع جماعات الحراك المدني دعت إلى «استقالة وزير البيئة محمد المشنوق ورفع النفايات من الطرق والإفراج عن أموال البلديات وعقد جلسة طارئة لمجلس الوزراء توقف عقود شركة سوكلين وتشغيل معامل الفرز وعدم استخدام سيارات الكبس التي تمنع فرز النفايات، بالإضافة إلى حلّ ملف العسكريين المخطوفين، وإجراء انتخابات نيابية في أسرع وقت ممكن وفق قانون انتخابي عصري». وقبل الانتهاء من كلمة الحراك، تجاوز عدد من الشبان الشريط الشائك فما كان من القوى الأمنية إلا أن اعتقلتهم وفور الإعلان عن اعتقالهم، أعلن الناشط في حملة «طلعت ريحتكم» أسعد ذبيان أن الناشطين اتفقوا على محاولة الدخول إلى ساحة النجمة من كل المداخل المؤدية اليها، ما يشي بأن هذه الخطوة كان متفقاً عليها بين جميع مكونات الحراك إلا أنها لم تكن معلنة، كما كانت مجمعة حول البيان الذي صدر عنها أيضاً. بعد ذلك، أمهل الناشط في حملة «إقفال مطمر الناعمة» أجود عياش القوى الأمنية عبر مكبر للصوت، «ربع ساعة لإزالة الشريط الشائك والسماح للمتظاهرين بدخول ساحة النجمة لأنها ملك الشعب».
أُشير إلى أن المتظاهرون لم يكونوا على علم بهذه الخطوة من قبل، فتفاجأوا وحصلت حالة من الهرج والمرج والتدافع في ما بين الناشطين الذين عملوا على إزالة الشريط الشائك وبين القوى الأمنية التي عملت على تفريق المتظاهرين برش المياه واستخدام الهراوات، كما أوقفت بعض الناشطين وعملت على نقلهم إلى مخافر متنوعة. وانتقلت مجموعة من المتظاهرين إلى ساحة رياض الصلح في محاولة للدخول من هناك إلى ساحة النجمة، إلا أن المحاولة باءت بالفشل، نتيجة الإجراءات الأمنية المشددة المتخذة هناك على مداخل الساحة، فما كان من هؤلاء إلا أن عادوا أدراجهم إلى ساحة الشهداء، حيث انضموا إلى رفاقهم هناك، الذين عمل بعضهم على اقتلاع بعض إشارات السير الموضوعة في المكان، واستخدامها في إزالة العوائق الحديدية والشريط الشائط وكذلك حاولوا سحب عوائق الإسمنت. وقاموا برشق الحجارة والمفرقعات من العيار الثقيل وقوارير المياه على القوى الأمنية، التي باشرت بتفريق المتظاهرين عبر إطلاق القنابل المسيلة للدموع وخراطيم المياه، ما أدى إلى وقوع عدد من الإصابات في صفوف العناصر الأمنية والمتظاهرين. وصفت هذه التظاهرة بأنها الأعنف حتى هذا التاريخ. وبعد أن انقشع غُبارها حتى أُشير إلى أن قسماً كبيراً من مفتعلي المشاكل كانوا من المشاغبين المتوغلين في صفوف المتظاهرين، ووصفت حركتهم من قبل البعض بأنها «أجندات تخريبية حاقدة على بيروت وعمرانها».

## ردود الفعل

### محلية
- قال وزير الداخلية اللبناني نهاد المشنوق أنه أعطى تعليمات بوقف اطلاق النار في وسط بيروت وأشار إلى أن هناك اطلاق نار حصل من قبل قوى عسكرية غير قوى الأمن الداخلي.[54]
- قال رئيس الحزب التقدمي الاشتراكي وليد جنبلاط أن استعمال المياه والرصاص المطاطي ضد المتظاهرين أمر غير مقبول وقال أنه تم توريط المتظاهرين بشعارات اسقاط الحكومة والمجلس النيابي.[55]
- أدان رئيس تيار المستقبل سعد الحريري الإفراط الأمني في مواجهة التظاهرات السلمية وأكد دعمه لموقف رئيس مجلس الوزراء تمام سلام.[56]
- أصدرت الرابطة المارونية بيانًا أيدت فيه أي تحرك شعبي مطلبي سلمي ينادي بحق العبور إلى مصاف الدول المؤتمنة على حقوق شعوبها وكرامتها. وشددت على المتظاهرين الابتعاد عن الشعارات الطائفية والفئوية والحزبية، آملة من المراجع الأمنية أن تبقى الداعمة الأساسية للاستقرار والنظام، وطلبت منهم تحييد المتظاهرين الآمنين من أولئك الذين هدفوا إلى التخريب وزعزعة الاستقرار وتقويض دعائم الدولة، كما طلبت من النيابة العامة التمييزية التحرك السريع للادعاء على جميع الذين قاموا بأعمال الشغب.[57]
- استنكر التجمع الوطني الديمقراطي في لبنان في بيانٍ أصدره ما سماه اعتداء القوى الامنية على المتظاهرين السلميين من حملة «طلعت ريحتكم» والاعلاميين، ورأى أن هذا يشكل انتهاكًا فاضحًا لحق المواطن بالتعبير الحر عن رأيه ومطالبته بحل مشكلة النفايات. كما حذر من التطاول على قادة المقاومة والإساءة لهم، واعتبر أن «ما حدث في ساحة رياض الصلح، هو ممارسات مرفوضة من قبل مكونات الحراك المدني، ومشبوهة تقوم بها عناصر مثيرة للشغب والفوضى وتستفز القوى الأمنية بشكل مقصود ومدروس»، وطلب من المتظاهرين أن ينأوا بأنفسهم عن أولئك المخربين والمدسوسين، والحفاظ على سلمية ونظامية التظاهر.[58]
- أعرب رئيس حزب القوات اللبنانية سمير جعجع عن تأييده مطالب المتظاهرين والمعتصمين، مقترحًا طريقًا للخروج من الأزمة هي بقاء المتظاهرين في ساحة الشهداء إلى انتخاب رئيسًا جديدًا للجمهورية، وناشد رئيس مجلس الوزراء تمام سلام «عدم الاستقالة إذ تترتب عليه مسؤولية الإمساك بالشرعية في البلد إلى حين التوصُل إلى شاطئ أمان ما».[7]
- اعتبر حزب الله أزمة النفايات وجه من وجوه الفساد المستشري والمتراكم خلال العقدين الأخيرين وقال الحزب في بيان «أننا إذا كنا نتمنى لو تبدأ معالجة ملف النفايات الحساس بطريقة إيجابية إلا أننا وللأسف صدمنا بالأرقام المالية الفضيحة في العروض المقدمة» ودعى إلى «إيقاف مهزلة التداعيات السلبية لأزمة النفايات لمصلحة الحلول المعقولة والتي تعالج المرحلة الانتقالية ثم الخطة الاستراتيجية طويلة الأمد».[59]
- قال وزير الزراعة أكرم شهيب أن مطالب الناس «محقة جداً» وأنه يحق لهم التظاهر، منبهاً إلى أن الوقت قد لا يكون مناسباً لذلك في هذا الظرف السياسي، خوفاً من دخول عناصر مشاغبة وغريبة خصوصاً بعد ما حصل في يومي 22 و23 أغسطس، فقد دخلت السياسة في الموضوع، والخوف أن تتطور الأمور بسبب هؤلاء المندسين.[23]
- قال رئيس المجلس النيابي وزعيم حركة أمل نبيه بري أن «من حق الناس في ظل هذه الأوضاع التي نحن فيها وواقع عمل المؤسسات الدستورية أن ترفع صوتها وتتظاهر»، مذكراً بأن «حرية التظاهر والتعبير حق يكفله الدستور». ورفض «الحملة التي شارك فيها بعض وسائل الإعلام على حركة أمل في شأن ما حصل من أعمال شغب رافقت التظاهر»، مؤكداً أن «هذه الاتهامات هي في سياق خطة مرسومة للنيل من الحركة».[30]
- قال وزير العدل أشرف ريفي أن هذا الحراك هو حراك شعبي «لإسقاط الرموز الفاسدة ولمحاسبة الفاسدين والمفسدين، وفي المقابل هناك مَن يحاول أن يركب الموجة سياسياً كالتيار الوطني، وهناك مَن يعمل على اختراق الحراك أمنياً وأعني به حزب الله الذي يدفع بعناصر سرايا المقاومة لإثارة أعمال الشغب».[60]
- قال مفتي الجمهورية السابق الشيخ محمد رشيد قباني أنه مع كل مطالب الشعب اللبناني المحقة بجميع طوائفه ومسيراته الشعبية، وأنه يرى وجوب «تفرغ المسؤولين المعنيين كل بحسب المطلب الخاص بوزارته ليعمل الجميع في الحكومة على تحقيق المطالب بجدية متناهية من خلال المؤسسات الدستورية»، كي يشعر «الشعب الذي انتخبهم وحملهم أمانة آماله أنهم قد صدقوا معه في أداء ما ائتمنهم عليه». وأشار إلى ضرورة تعاون المنظمين للمسيرات الشعبية مع الجيش وقوى الأمن الداخلي لضمان أمن وسلامة المسيرات، وعدم تمكين العناصر المندسة التي من زرع الفوضى والتسبب بجر الجيش وقوى الأمن الداخلي إلى الاشتباك والنزاع والأذى.[61]
- أعلن المكتب السياسي للجماعة الإسلامية أن التظاهرات والحركات السلمية القائمة هي حركات محقة كونها تندد بلامبالاة الطبقة السياسية تجاه الأزمات الحياتية والمعيشية للمواطنين، وأكد أن الجماعة تقف في صفها، وأشار إلى ضرورة انتخاب رئيس جديد للجمهورية في أسرع وقت باعتباره مفتاحاً لحل باقي الأزمات، واستمرار أداء الحكومة إلى أن يتم ذلك.[62]

### دولية
- أشارت بعض المصادر الوزارية إلى أن رئيس الحكومة تمام سلام تلقى من سفراء الدول الكبرى والاتحاد الأوروبي اتصالات تؤكد عليه وجوب عدم الاستقالة. وأن عليه أن يصمد وأن يواجه التطورات بسبب الخوف من أن تتطور الأمور نحو إدخال لبنان في فوضى الثورات العربية، لأن هذا الأمر «ممنوع بقرار دولي» على حد التعبير.[63]
- اتصل عدد من سفراء الدول العربية البارزة بعدد من القيادات الفاعلة اللبنانية طالبين منها دعم الحكومة وإلا فإنها تتحمل مسؤولية سقوط الاستقرار في لبنان وبالتالي دخول لبنان في فوضى المنطقة.[63]
- أشير إلى أن اتصالات أمريكية أجريت مع إيران من أجل الحفاظ على الاستقرار في لبنان.[63]
- نصحت وزارتي الخارجية السعودية والبحرينية المواطنين السعوديين والبحرينيين بعدم السفر إلى لبنان حرصاً على سلامتهم. كما طلبت سفارة الكويت في بيروت من مواطنيها عدم السفر إلى لبنان، ودعت رعاياها إلى مغادرته في ظل الظروف الأمنية التي يشهدها،[64] وشددت على ضرورة ابتعادهم عن أماكن التظاهرات والاعتصامات والأماكن المشبوهة ومراعاة الحيطة والحذر في تحركاتهم.[65]
- قالت منظمة العفو الدولية إنه يجب على السلطات اللبنانية أن تحقق في مزاعم بشأن استخدام أفراد من الأمن القوة المفرطة في تفريق المتظاهرين.[66]